# Антисейсмічне будівництво

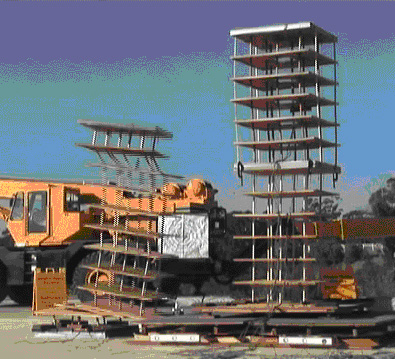
Перевірка макетної моделі будівлі на сейсмічній ізоляції,

Антисейсмі́чне будівни́цтво (earthquake engineering) — спорудження будинків, що можуть протистояти землетрусам  [Архівовано 19 травня 2009 у Wayback Machine.].
Здійснюється в ряді країн, в Україні — Криму, де сейсмічність досягає 8 балів.
Просторову жорсткість будівель забезпечують поздовжні і поперечні стіни, жорсткі рами, перекриття монолітні або по збірних залізобетонних балках, що анкеруються у стіни, залізобетонні пояси по зовнішніх і внутрішніх стінах.

Експеримент: землетрус на двох моделях будинків.

Фундаменти стрічкові, монолітні, заглиблюються не менше як на 1 м від поверхні землі.
Будівлі повинні бути простого абрису в плані, однакової висоти, без вхідних кутів. Найбільш сейсмостійкі споруди з металу, залізобетону та дерева, на сухих ґрунтах.
Конструкції розраховуються на тиск, зсув і розтяг.

## Див. також

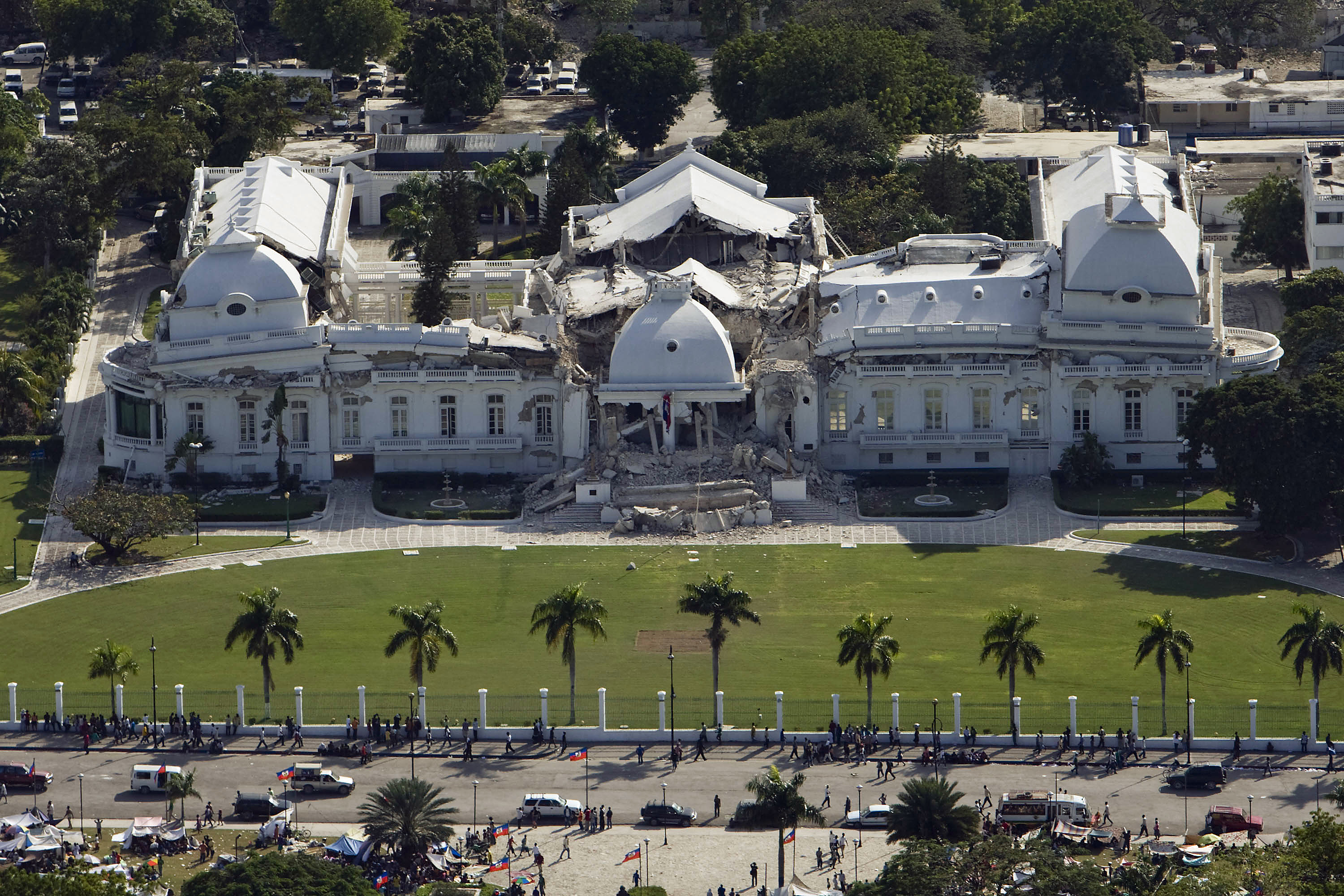
Президентський палац після землетрусу